# Quand nous étions petits enfants
Pour plus de détails, voir Fiche technique et Distribution.
Quand nous étions petits enfants est un film documentaire suisse réalisé par Henry Brandt et sorti en 1960.

## Fiche technique
- Titre : Quand nous étions petits enfants
- Réalisation : Henry Brandt
- Photographie : Henry Brandt, E.A. Niklaus et E. Piudoux
- Montage : Henry Brandt
- Musique : René Gerber
- Production : Les Films Henry Brandt - Société pédagogique neuchâteloise
- Pays d'origine :  Suisse
- Genre : documentaire
- Durée : 90 minutes
- Date de sortie : Suisse - 28 décembre 1960

## Distribution
- Charles Guyot : l'instituteur
- les élèves de la classe[1]

## Récompenses
- Voile d'argent au festival de Locarno 1961[2]